# Alice Cruz
Alice Cruz (* vor 2000) ist eine portugiesische Soziologin, Hochschullehrerin und Menschenrechtsexpertin. 2017 wurde sie zur UN-Sonderberichterstatterin zu den Menschenrechten von Personen mit Lepra (teilw. auch Hansen disease genannt) beim UN-Menschenrechtsrat ernannt.

## Ausbildung
Alice Cruz promovierte in Soziologie mit einer Dissertation über die biosoziologischen Dimensionen der Lepra. Sie identifizierte die verschiedenen Probleme für den Zugang zu einer frühzeitigen Diagnose und zu hochwertiger Behandlung von Lepra-Infizierten. Außerdem beschrieb sie ihre sozialen wie ökonomischen Lebensbedingungen und deren Auswirkungen auf das private Leben. Sie arbeitete heraus, wie unterschiedlich die Situationen in Ländern sein können, von endemisch und vernachlässigt  bis zu importiert und nur sporadisch auftretend.

## Karriere
Alice Cruz lehrte als externe Professorin an der juristischen Abteilung der Universidad Andina Simón Bolívar im ecuadorianischen Quito.
Sie arbeitete mit der brasilianischen Non-Profit-Organisation Movement for the Reintegration of Persons Affected by Hansen disease (MORHAN) zusammen, wo sie Mitorganisatorin des ersten International Symposium on Leprosy and Human Rights 2012 in Rio de Janeiro war.
Cruz war an der Ausarbeitung der WHO-Leitlinien zur Stärkung der Beteiligung von Leprabetroffenen an Leprahilfediensten beteiligt. Sie war von 2014 bis 2016 Mitglied des International Leprosy Association’s Council. Sie führte Feldstudien in Portugal, Brasilien, Südafrika, Bolivien und Ecuador durch. Schwerpunkte ihrer Forschungen sind Strategien zur Ausrottung der Lepra und die Stigmatisierung von Betroffenen. In ihrer Arbeit kooperiert sie mit Vertretern des öffentlichen Gesundheitswesens, Ärzten, Vertreter der Zivilgesellschaft und vielen persönlich Betroffenen.

## Ehrenamtliche Tätigkeit
2017 wurde sie zur ersten UN-Sonderberichterstatterin zu den Menschenrechten von Personen mit Lepra im Auftrag des UN-Menschenrechtsrats ernannt. Ihr Mandat wurde 2020 für eine zweite Amtszeit verlängert.

## Positionen
Cruz räumt ein, dass die Beendigung von Diskriminierung immer eine sehr schwierige Aufgabe darstellt, diese aber dennoch zwingend notwendig sei und dies insbesondere für Lepraerkrankte gelte. Dafür gebe es viele Möglichkeiten, aber auch viele Herausforderungen. Es setze sich die Erkenntnis durch, dass ein medizinischer Ansatz bei der Lepra nicht ausreicht und stattdessen ein sektorübergreifender Ansatz mit Berücksichtigung der medizinischen wie der sozialen Dimension erforderlich ist.